# Alexandre Soler i March

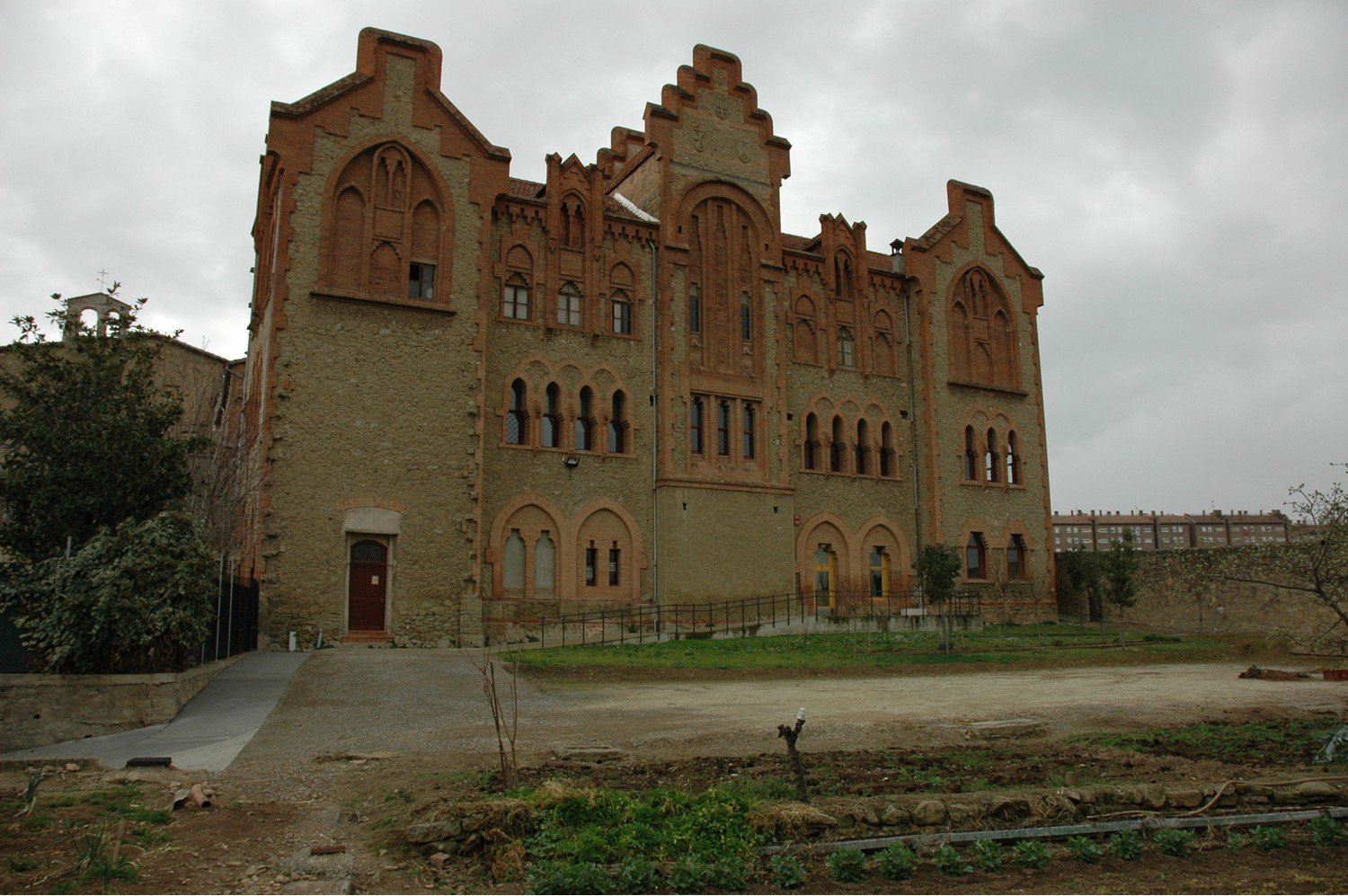
El convent de Santa Clara de Manresa

Alexandre Soler i March   (Barcelona, 24 d'abril de 1873 - Barcelona, 28 de març de 1949) fou un arquitecte català, deixeble de Domènech i Montaner, a l'estudi del qual va treballar un temps. Era germà de l'advocat, bibliòfil i polític Leonci Soler i March.

## Biografia
Fou fill de Lluís Gonçaga Soler i Mollet i de Vicenta March i Solernou. Es va titular a Barcelona el 10 d'agost de 1899. Va dirigir l'Escola d'Arquitectura del 1931 al 1936. Fou president de l'Associació d'Arquitectes de Catalunya i president de la Junta de Museus de Barcelona.
Durant la primera dècada del segle xx i juntament amb l'arquitecte manresà Ignasi Oms i Ponsa, s'establí a Castellbell i el Vilar com a arquitecte de la burgesia industrial i menestral del municipi, liderant el projecte de la torre del Vial o l'església de la Sagrada Família de la Bauma, per exemple.
Fou autor de nombroses obres arquitectòniques, bona part d'elles anteriors al període republicà: a Barcelona destaca la casa Heribert Pons, actualment conselleria de Finances. El 1916 va fer el pedestal del monument a Rafael Casanova, amb Josep Llimona com a escultor. Va realitzar, juntament amb Francesc Guàrdia, una obra modernista cabdal, el mercat de València (1910-28).
A Manresa, va projectar l'ampliació del Convent de Santa Clara i va realitzar l'edifici de l'Institut Lluís de Peguera, d'estil modernista en transició cap al noucentisme. Igualment, és autor de l'agulla piramidal que rematava la torre de la Seu i que fou enderrocada a l'inici de la guerra civil. A Rajadell, realitzà el conjunt arquitectònic modernista de Can Gallifa (masia Noguera) que, durant la guerra, es reconvertí en la Llar de l'Infant, on s'acollia nens i nenes refugiats o orfes a causa del conflicte bèl·lic.
En Soler i March fou durant un temps arquitecte municipal de Gironella.
Va morir el 28 de març de 1949.

## Obra destacada
A Barcelona:
- Casa Heribert Pons.

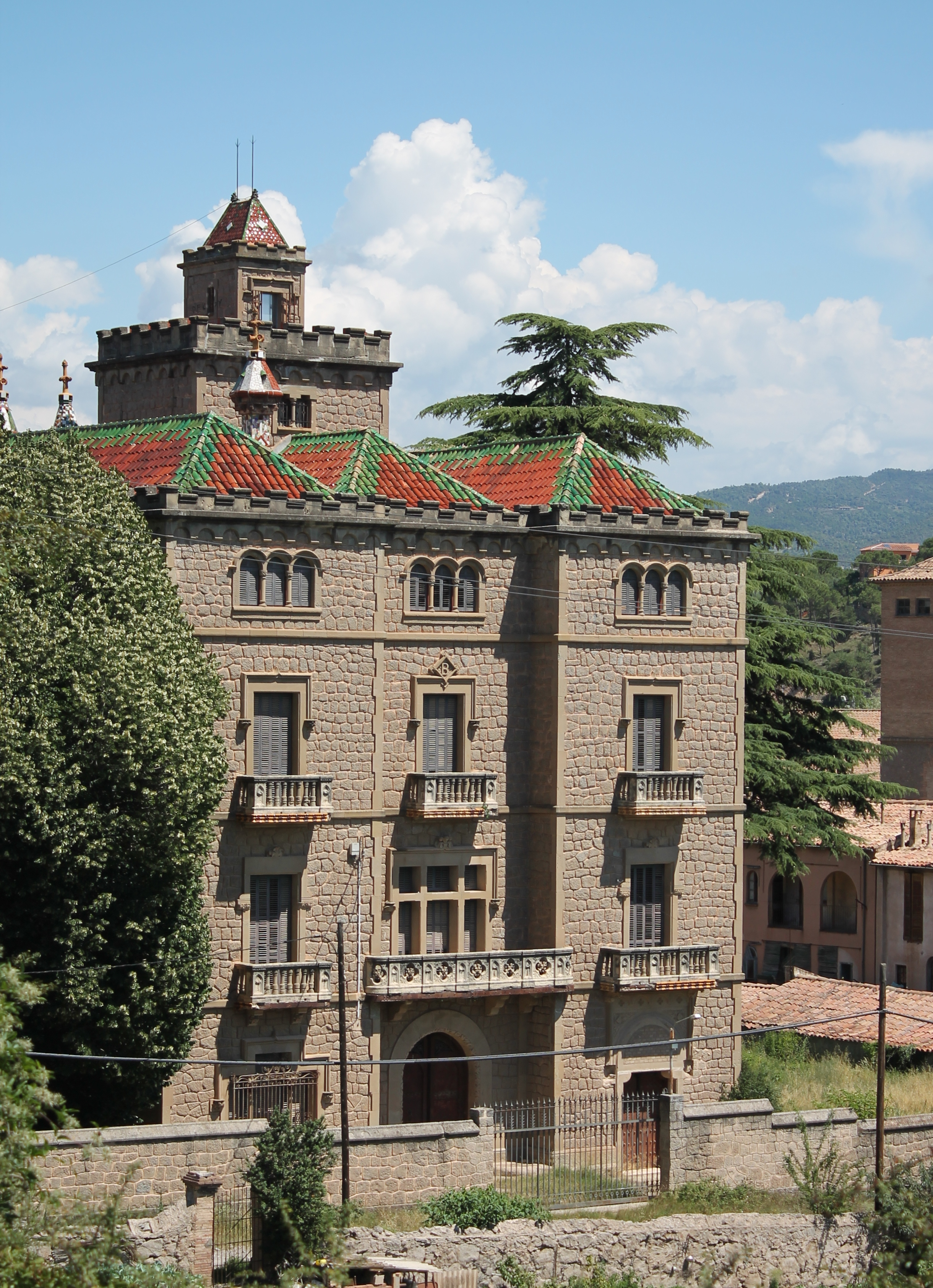
La Torre de Cal Bassacs, a Cal Bassacs, Gironella

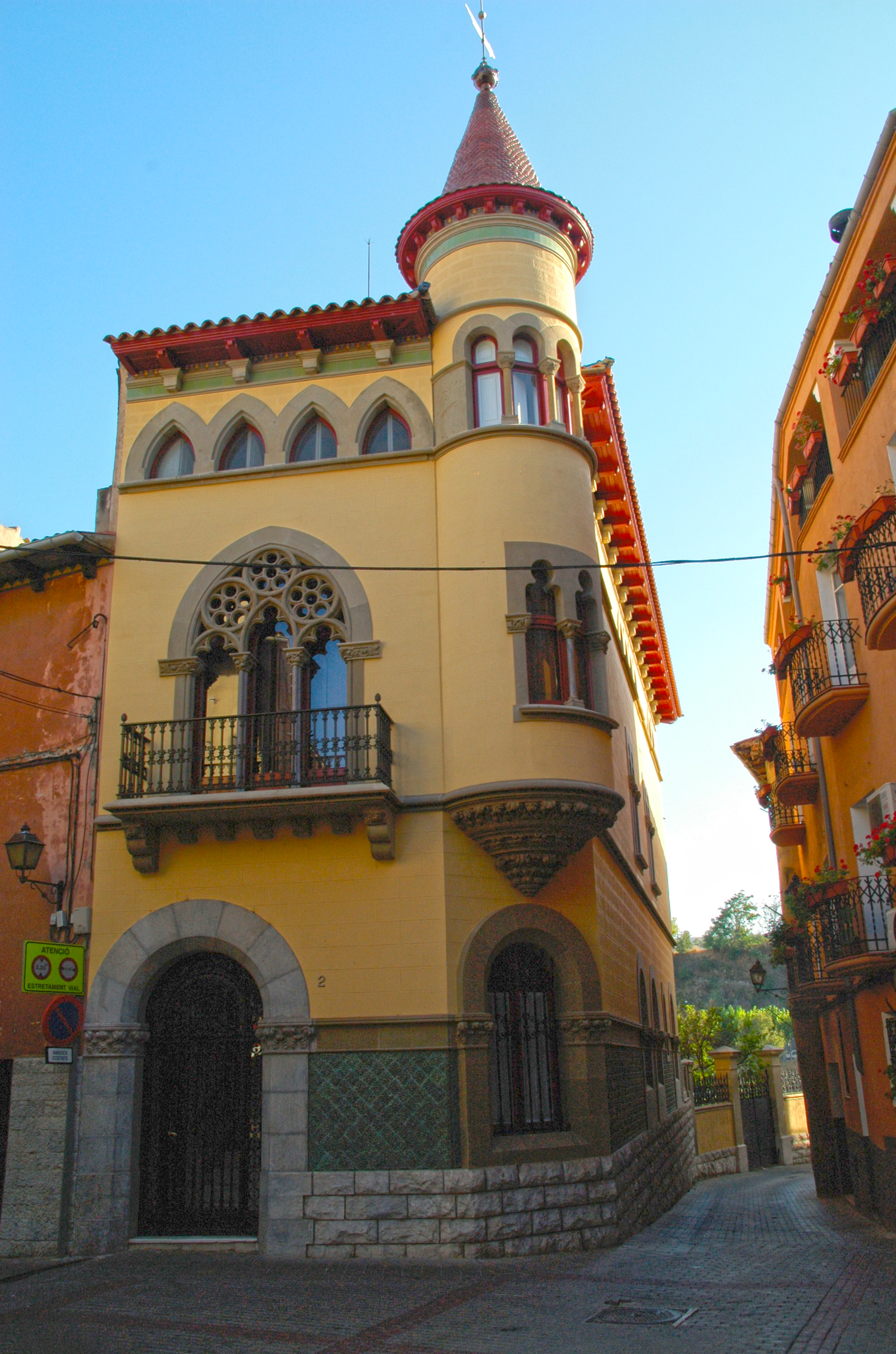
Ca l'Arau, Sallent

- Pedestal del monument a Rafael Casanova per al seu nou emplaçament a Barcelona, amb Josep Llimona com a escultor (1916).

A València:
- Mercat Central, realitzat juntament amb Francesc Guàrdia i Vial (1910-1928).

A Manresa:
- Convent de Santa Clara, la seva ampliació és una de les obres més destacades que va projectar a Manresa (1904).
- Institut Lluís de Peguera, d'estil modernista en transició cap al noucentisme, les obres es van iniciar el 1907 però no es van acabar fins a l'any 1927.
- Farinera Albareda, fàbrica típicament modernista (1909) i farinera la Favorita.
- Façana principal de la Seu (1915).
- Casal Regionalista, d'estil sobri i regular, s'allunya dels postulats modernistes i s'acosta al noucentisme (1918).
- Església de la Parròquia de Crist Rei, iniciada el 1942 i acabada el 1957 per Josep Maria Armengou.[6]
- Casa Sitjes

A Sallent:
- Ca l'Arau

A Casserres:
- Església neogòtica de la colònia industrial l'Ametlla de Casserres.

A Gironella:
- Església nova de Santa Eulàlia de Gironella.[7]
- Torre de Cal Bassacs.[7]

A Rajadell:
- Can Gallifa (masia Noguera), presenta un conjunt arquitectònic modernista, amb jardins i edificis d'inspiració neogòtica i neoclàssica. Originalment una masia tradicional del segle xvi que va ser convertida en edifici modernista a finals del segle xix per Soler i March i modificada el 1902 per Ignasi Oms i Ponsa.[8][9]

A Castellbell i el Vilar:
- Església de la Sagrada Família de la Bauma, obra modernista edificada per iniciativa de Joan Vial, propietari de la fàbrica de la Bauma i del veïnat de la Colònia (1905-1908).

A Monistrol de Montserrat:
- Església de la Colònia Gomis.[7]